# Laurence Oldak
Laurence Oldak, née le 30 avril 1967 à Toulouse, est une pianiste classique et pédagogue française.
Elle enseigne au Conservatoire à rayonnement régional de Paris.

## Biographie

### Formation
Laurence Oldak commence ses études musicales à l'âge de 4 ans et entre à l'âge de 6 ans au Conservatoire de Toulouse ; elle donne son premier concert à l'âge de 8 ans à la suite duquel elle est remarquée par Ivry Gitlis et Maria Joao Pires,.
À 14 ans, elle obtient la médaille d’or au conservatoire de Toulouse dans la classe de Françoise Thinat et un 1er prix de musique de chambre, puis entre au Conservatoire national supérieur de musique et de danse de Paris dans la classe de piano de Dominique Merlet et la classe de musique de chambre de Jean Hubeau. En 1987, elle obtient un premier prix de piano et de musique de chambre et suit les cours avec Jacques Rouvier et Théodore Paraskivesco.
En décembre de la même année, elle est admise à l'unanimité au cycle de perfectionnement (3e cycle) du CNSM de Paris où elle étudie avec Jacques Rouvier.
Elle participe alors à de nombreuses masterclasses avec Leon Fleisher et György Sebők. Elle suit régulièrement les conseils de Dmitri Bachkirov à Paris, Salzbourg, Satander et Madrid.
En février 1990, Laurence Oldak remporte le Premier Prix de la Fondation Yamaha (en).
En 1992, sa rencontre avec la pianiste Lucienne Marino, disciple de Arturo Benedetti Michelangeli, avec laquelle elle travaillera pendant de nombreuses années, marquera de façon décisive son approche de la musique et son jeu pianistique.
En 1993 puis en 1995, elle est finaliste du Concours international de piano Ferruccio-Busoni.
Elle donne également plusieurs concerts, dont un en création mondiale à Epinal,,,,.

### Pédagogie
Titulaire du CA et du PEA de la Ville de Paris, elle est professeure titulaire de piano au CRR de Paris depuis septembre 2022.

## Prix et distinctions
- 1987 : premier prix de piano et de musique de chambre ; admise à l'unanimité en 3e cycle, Conservatoire national supérieur de musique et de danse de Paris[2]
- 1988 : lauréate du Concours musical international de Montréal
- 1990 : 1er prix de la Fondation Yamaha (en)[2]
- 1993, 1995 : finaliste du Concours international de piano Ferruccio-Busoni[2]

## Discographie
Laurence Oldak a réalisé des enregistrements pour les labels Outhere (Fuga Libera) et Klarthe Records depuis 2015.
- 2015 : Scriabine, Zaborov : Dialogue (30 septembre-4 octobre 2013, Fuga Libera FUG724)[10] (OCLC 953416926)
- 2019 : J.S. Bach, Chopin : Influences  (23-25 avril 2018, Klarthe Records KLA089)[11]
- 2023 : Chopin (11-14 avril 2022, Klarthe Records KLA160)[12],[13] (OCLC 1137546763)